# 튠 그룹
튠 그룹은 토니 페르난데스 회장이 최대 지분을 소유하고 있는 그룹이다. 자회사로 에어아시아, 튠 호텔, 축구 구단인 퀸스 파크 레인저스 FC 등이 있다.